# جوزيف كوستا (صحفي)
جوزيف كوستا (بالإنجليزية: Joseph Costa)‏ هو صحفي ومصور أمريكي، ولد في 3 يناير 1904، وتوفي في 1 أغسطس 1988.